# Јурица Рибар
Ђурица Јурица Рибар (Ђаково, 26. март 1918 — Требаљево, код Колашина, 3. октобар 1943) био је југословенски правник, сликар, револуционар и учесник Народноослободилачке борбе.
Млађи је син политичара др Ивана Рибара и брат револуционара и народног хероја Југославије Иве Лоле Рибара. Одрастао је и школовао се у Београду, где је завршио Основну школу „Краљ Петар Први“ и Другу мушку гимназију, а марта 1941. године је дипломирао на Правном факултету. Током студија је активно учествовао у студентском револуционарном покрету, а био је и члан тада илегалног Савеза комунистичке омладине Југославије (СКОЈ). Активно се бавио спортом и уметношћу, а највише сликарством. Похађао је сликарску школу код Јована Бијелића, а 1938. постао је члан сликарске групе „Десеторица”, коју су сачињавали многи касније познати сликари, попут Љубице Цуце Сокић, Алексе Челебоновића, Николе Граовца и др.
Након окупације, маја 1941. примљен је у чланство Комунистичке партије Југославије (КПЈ). Најпре је деловао у окупираном Београду, а на јесен је отишао у партизане, где је у ослобођеном Ужицу радио на издавању омладинске штампе и ангажовању омладине у борбу. Такође је радио и у партизанском сликарском атељеу у Ужицу. Касније је радио у ослобођеној Фочи, а од јуна 1942. био је члан Политодела Четврте пролетерске црногорске ударне бригаде, а био је и учесник Првог конгреса Уједињеног савеза антифашистичке омладине Југославије (УСАОЈ).
Учествовао је у многим борбама током похода у Босанску крајину, као и у великим биткама на Неретви и Сутјесци. Смртно је рањен почетком октобра 1943. у борбама против четника и Италијана, за одбрану ослобођеног Колашина. Преминуо је у партизанској болници у оближњем селу Требаљево, где је био привремено сахрањен. Након ослобођења, његови посмртни остаци су пренети на Ново гробље у Београду.

## Биографија
Рођен је 26. мартa 1918. године у Ђакову. Млађи је син је познатог хрватског и југословенског политичара др Ивана Рибара (1881—1968) и његове прве супруге Антоније—Тонице, рођене Петрић (1882—1944). Имао је две године старијег брата Иву Лолу, као и — полусестре Божену и Миру и полубрата Жарка, рођене у првом браку његове мајке. По рођењу, Јурица је приликом крштења 14. јуна у Матичне књиге крштених уписан као Ђурица. Пошто су га у породици сви звали Јурица, он је под тим именом остао забележен у историји. Током живота, приликом потписивања на ћирилици, потписивао се као Ђурица, Ђура и Ђуро, док се приликом потписивања на латиници увек потписивао као Јурица. Такође, на свим својим сликама се потписивао као Јурица. Одрастао је у родном Ђакову, све до 1923. године, када се његова породица преселила у Београд.
Године 1924. Јурица је пошао у Основну школу „Краљ Петар Први”, која је у послератном периоду од 1952. до 1993. године носила име „Браћа Рибар” по њему и његовом брату Лоли, који су били ученици ове школе. Био је одличан ученик, а 1928. године се уписао у Другу мушку гимназију (ова школа је од 1959. до 1991. године носила име Јурициног брата Иве Лоле Рибара). И у гимназији је био одличан ученик, а посебно се интересовао за уметност и спорт. Са својим школским друговима Алексом Челебоновићем и Милованом Матићем играо је фудбал за школску репрезентацију. За време зимских школских распуста, одлазио је са братом Лолом на скијање, а посећивали су и Институт у Монтреу, у Швајцарској, где су учили стране језике. Овде су читали класике светске књижевности, а дошли су и у додир са левичарском литературом. Преко летњих распуста, браћа су одлазила на море у Сушак, одакле је родом била њихова мајка. Поред пливања, браћа Рибар су се преко лета бавила тенисом и стоним тенисом. Били су и чланови Соколског друштва, где се Јурица бавио гимнастиком. Њихов отац Иван Рибар је у младости такође припадао Соколском друштву, а у Ђакову је пре почетка Првог светског рата био секретар соколске организације. Након завођења Шестојануарске диктатуре, 1929. године и формирања организације Соко Краљевине Југославије, браћа Рибар су напустила соколску организацију.
Поред спорта, Јурица се интересовао и за уметност — књижевност и музику, а највише за сликарство. Његови први радови нису имали нарочите уметничке квалитете, а 1931. године се упознао са сликаром Николом Бешевићем, од кога је добио прва сликарска знања. Касније је похађао сликарску школу сликара Јована Бијелића. Заједно са својим школским друговима 1932. године је основао литерарну дружину „Релит” (реалистичка литература), а од 1928. до 1936. године је похађао Средњу музичку школу „Станковић” у класи професора Емила Хајека. Као клавирист је наступао на јавним приредбама у школи. Био је члан средњошколског кружока који је проучавао филозофију, а потом и дела из марксизма и лењинизма. Заједно са братом Лолом изучавао је и многе тада забрањене марксистичке књиге, које су могли пронаћи у богатој библиотеци њиховог оца. У шестом разреду гимназије, 1934. године, Јуричин школски друг Јаша Алмули је формирао скојевску организацију у коју је примио Јурицу и Ранка Митића, па је тако Јурица постао члан тада илегалног Савеза комунистичке омладине Југославије (СКОЈ).

### Активност на Универзитету
Јануара 1934. године први пут је излагао своје радове, заједно са још три млада сликара — Даницом Антић, Николом Граовцем и Алексом Челебоновићем, који су такође учили сликарство код Јована Бијелића. Изложба је одржана у просторијама Удружења пријатеља Француске и изазвала је прилично интересовање публике. Као одличан ученик, на завршетку осмог разреда гимназије 1936. године био је ослобођен полагања матурског испита. Иако је тада желео да се посвети сликарству, по жељи родитеља је уписао Правни факултет Универзитета у Београду. У лето исте године је отпутовао у Француску, код сликара Марка Челебоновића и тада је посетио Сен Тропе и Париз. По доласку на Универзитет, Јурица се повезао са револуционарним студентским покретом, у коме је један од руководилаца био његов старији брат Иво Лола Рибар, такође студент права.
Као уметник, најпре је постао члан Културног одбора Универзитета, а потом је био његов председник. Тих година културно-просветна активност на Универзитету је била на високом нивоу, а у Физичкој сали (данас Сала хероја) на Правном факултету (данас зграда Филолошког факултета), као и на другим факултетима, одржавана су предавања, изложбе, позоришне представе и др. Такође, културна делатност се одвијала и преко студентских удружења, а целокупном активношћу је руководио Одбор студентских културно-спортских удружења Универзитета. Јурица је био веома активан у Академском позоришту, где је 1936. био изабран за члана Управе, 1937. за потпредседника Управног одбора, а 1938. године за председника. Ово позориште је са успехом извело неколико драма, међу којима је и драма „Мати” Карела Чапека, која је одржана у Коларчевој задужбини.
Као делегат Правног факултета, Јурица је био члан Одбора студентских културно-спортских удружења, а од 1938. до 1941. године председник овог Одбора. Поред њега, чланови овог одбора су били Дора Фрајденфелд, Душан Костић, Иванка Ћуковић и Ратомир Журић. Овај одбор радио је на издавању и штампању студентског часописа „Студент”, а неке од његових акција биле су и организација студентских другарских вечери и приредби, које су поред забавних имале и политички карактер. Једна од најуспешнијих приредби одржана је 8. марта 1940. године у Дому студенткиња „Краљица Марија” (данас студентски дом „Вера Благојевић”) под паролом „Одбрана аутономије универзитета”. Одбор је издавао неколико листова и часописа попут „Зоре”, „Новог средњошколца” и „Младости”, као и часопис „Млада култура”, од марта 1939. године. Члан Уредништва и сарадник листа био је и Јурица Рибар, а главни уредник његов друг Алекса Челебоновић. Међу сарадницима листа били су и тадашњи студенти — Цвијетин Мијатовић, Михаило Лалић, Пуниша Перовић, Авдо Хумо и др. Од првог до последњег, шестог, броја листа, који је изашао јануара 1940. године, Јурица је објавио разне чланке, који су углавном били прикази о актуелним културним догађајима. Такође, сарађивао је и у листовима „Студент” и „Младост”.
Већина културних и просветних манифестација имала је политички карактер, а посебно у време Шпанског грађанског рата, када су сакупљана средства за помоћ интернационалним добровољцима. Такође, на студентским манифестацијама је указивано и на опасност од фашизма и потреби уједињења свих студентских снага у одбрани земље. Неке од акција овим поводом биле су дочек председнику Чехословачке Едварду Бенешу, приликом његове посете Београду, 5. априла 1937. године, на коме је учествовало више од две хиљаде студената, а овим поводом је на Универзитету било одржано Вече чехословачке културе. Слична манифестација одржана је и приликом посете Београду министра иностраних послова Француске Ивона Делбоса, 12. децембра 1937. године. Овим поводом у Физичкој сали је била одржана академија посвећена пријатељству са француским народом. Манифестацију поводом дочека француског министра Делбоса, министар унутрашњих послова Антон Корошец је окарактерисао као комунистичку активност и наредио је полицији и жандармерији да је спрече. Том приликом ухапшен је известан број студената, међу којима је био и Јурица Рибар, коме је ово било прво привођење. Након немачке окупације Чехословачке, 1938. године, био је у Студентском дому формиран студентски добровољачки батаљон, који је од Генералштаба добио униформе и обуку у руковању оружјем. Јурица Рибар је био учесник и великих демонстрација 14. децембра 1939. године у Београду, током којих је дошло до сукоба жандарма и демонстраната. Како су жандарми пуцали на демонстранте, било је доста рањених, а Јурица Рибар је тада добио задужење да рањене демонстранте однесе на хитну лекарску интервенцију у санаторијум „Живковић” код доктора Драгог Смиљанића, који је био један од политичких сарадника др Ивана Рибара. Овом приликом, Јурица је био поново приведен у „Главњачу”, а међу приведенима је био и његов брат Лола Рибар. Јурица је убрзо био пуштен, док је Лола задржан и у јануару 1940. године интерниран у логор Билећа.
У току свог студентског револуционарног деловања на Београдском универзитету, Јурица Рибар се индивидуално, али и преко брата Лоле и оца Ивана Рибара, дружио са многим истакнутим комунистичким револуционарима, међу којима су били — Иван Милутиновић, Милован Ђилас, Митра Митровић, Веселин Маслеша, Моша Пијаде, Вељко Влаховић, Владимир Поповић и др. Многи од њих долазили су у кућу породице Рибар у Француској улици број 32, која је тада била окупљалиште младих уметника и револуционара. У овој кући је током 1937. године боравио и Јосип Броз Тито, генерални секретар КПЈ. У току маја 1941. године Јурица је примљен у чланство Комунистичке партије Југославије (КПЈ).

### Сликарски рад и група „Десеторица”
Запазио сам да је на младог Јурицу јако утицао боравак у Паризу у времену од 1936. до 1938. и контакт са нашим сликарима што су тамо живели, као и честе посете галеријама и изложбама. Тако је на пролетној изложби југословенских уметника у Београду, уочи Другог светског рата, његово стваралаштво добило потврду и похвале критике, која је запазила оригиналност тог младог београдског уметника.

— Петар Лубарда о сликарском раду Јурице Рибара, 
Сликарска активност Јурице Рибара трајала је свега седам година — од његове прве изложбе, након завршетка сликарске школе Јована Бијелића, јануара 1934. до почетка Другог светског рата у Југославији и његовог одласка у партизане септембра 1941. године. Углавном је радио пејзаже, фигуре, мртву природу, портрете, цвеће, терасе и паркове. Након заједничке изложбе са Даницом Антић, Николом Граовцем и Алексом Челебоновићем, Јурица је још активније наставио са сликањем, а нарочито се интересовао за боју и тада настају његова дела Бокал са белим цвећем и плавом позадином и Мртва природа са рибама. На његов сликарски рад битно су утицале посете Француској, где је боравио у току 1936, 1937. и 1938. године код сликара Марка Челебоновића, рођеног брата његовог школског друга Алексе Челебоновића. Вишемесечни боравци у Сен Тропеу и Паризу, битно су утицали на развој његовог сликарског талента, па је напустио експресионизам и отпочео трагање за богатим ликовним изразом у директном односу са природом. Тада је настало неколико радова са мотивима предела из југа Француске у потпуно зеленом колориту, међу којима су Предео из Француске и Болница у Сен Тропеу. Његова „зелена фаза”, током које се ослањао на природу, била је подупрта сличном фазом у којој се тада налазио сликар Марко Челебоновић. У свом раду касније се приближио реализму и ова фаза је трајала од 1937. до 1941. године, током које је сликао у свом малом београдском атељеу у једном дечјем обданишту на Дунаву.
Године 1938. је био један од оснивача сликарске групе „Десеторица“, у којој су поред њега били и други тада млади сликари — Љубица Цуца Сокић, Даница Антић, Богдан Шупут, Стојан Трумић, Алекса Челебоновић, Никола Граовац, Душан Влајић, Бора Грујић и Миливој Николајевић. Иако по свом саставу хетерогена, било је ту академских сликара, са факултетским образовањем, али и сликара по вокацији, који су припадали разним друштвеним слојевима од радништва, преко интелигенције до буржоазије. Заједничко овој групи је било то, што су сви били сликари и ђаци Јована Бијелића. Неки од чланова групе су страдали у току Другог светског рата, док су они преживели били значајни ликовни ствараоци у послератном периоду. Ова сликарска група, заједнички је излагала фебруара 1940. године на изложби на којој је Јурица изложио девет својих радова — два предела из Француске, пет мртвих природа, једно цвеће и слику У парку. Такође, излагао је и током 1939. године на Пролећној и Јесењој изложби у Београду. На Пролећној изложби је излагао своја дела Предео из Француске и Предео са Дунава, а на јесењој изложби велики аутопортрет назван Младић са плавом траком.
Међу најзначајнија дела Јурице Рибара, настала од 1933. до 1941. године, убрајају се — Човек са тврдом крагном, У кафани, Цвеће у плавој вази, Цвеће у белом бокалу, Цвеће, Мртва природа, Мртва природа са рибама, Мртва природа са метрономом, Предео из Сен Тропеа, Жена пред огледалом, Мртва природа, Предео са Дедиња, Мртва природа са кокошком, Болница у Сен Тропеу, Куће у Сен Тропеу, Предео из Сен Тропеа, Башта у Сен Тропеу, Море у Сен Тропеу, Композиција I, Младић са плавом траком (аутопортрет), Портрет девојке, Мртва природа са анђелом, Предео са Дунава, Предео из Петровца на мору, Тераса у Петровцу на мору, Композиција II, Из радионице, У парку, Предео из Билеће и др.

### Ратни дани у Београду и Ужицу
Непосредно пред почетак Другог светског рата у Југославији, Јурица Рибар је марта 1941. године дипломирао на Правном факултету у Београду. Крајем истог месеца су отпочели историјски догађаји који су знатно утицали на његову даљу судбину. Влада Цветковић-Мачек је потписала приступање Краљевине Југославије Тројном пакту, након чега је 27. марта извршен војни пуч у коме је оборена влада и збачен кнез-намесник Павле Карађорђевић. У Београду и другим местима тада су избиле масовне антифашистичке манифестације подршке војном пучу и обарању Владе, у којима је учествовао и Јурица, а његов брат Лола је био један од говорника на овим манифестацијама. Пар дана касније, 6. априла 1941. године Силе осовине су без објаве рата извршиле напад на Југославију, а Луфтвафе је бомбардовао Београд. Како је кућа породице Рибар, у Француској улици била оштећена у бомбардовању, они су изнајмили кућу на Дедињу, на углу Улице генерала Штурма и Булевара кнеза Александра Карађорђевића (у близини стадиона Партизана).
Након напада на Совјетски Савез, 22. јуна, окупатор и Специјална полиција су отпочели са хапшењем и прогоном свих људи који су још пре рата били регистровани као комунисти или њихови симпатизери, због чега су Јурица Рибар, његов отац Иван и брат Лола тада морали да пређу у илегалност. Лола се тада склонио у кућу Владислава Рибникара, која се налазила у близини, док се Јурица склонио у кућу његове девојке Иванке Ћуковић у такође оближњој Румунској улици (данас Ужичка улица). Овде је остао неколико ноћи, а како је и ова кућа била несигурна, Јара Рибникар му је под лажним именом изнајмила собу код мајке покојног новинара Политике Александра Видаковића, у такође оближњој Маглајској улици, где је остао све до одласка у партизане.
У току лета 1941. године у западној Србији је дошло до распламсавања оружаног устанка и створења слободне територије, па су средином септембра окупирани Београд напустили чланови Централног комитета КПЈ и Главног штаба НОП одреда, међу којима је био и Лола Рибар. Одмах потом отпочело је организовано пребацивање партијских радника из Београда на слободну територију, где је требало да раде на организовању политичког живота у позадини и на стварању нових партизанских одреда. Непосредно пред напуштање Београда, почетком октобра 1941. године, Јурица је верио своју дугогодишњу девојку Иванку Ћуковић, студенткињу Филолошког факултета. Она је нешто касније требало са својом сестром Оливером, да буде у пратњи др Рибара приликом његовог преласка из Београда у Ужице, али је због Прве непријатељске офанзиве и пада Ужица овај план пропао, тако да се она и Јурица више никада нису видели.
Доласком у ослобођено Ужице, које је било центар ослобођене територије познате као „Ужичка република”, Јурица се поново сусрео са својим братом Лолом Рибаром, а овде је радио и сарађивао и са Добривојем Видићем, Слободаном Пенезићем Крцуном, Жељом Ђурићем и др. Био је задужен за рад у Агитпропу (Агитација и пропаганда) Централног комитета КП Југославије, па је у склопу ових активности радио као уредник листа Омладинска борба. Овај лист био је био орган ЦК СКОЈ-а намењен омладини, као пандан листа Борба, који је био орган ЦК КПЈ и који се тих дана штампао у Ужицу. Први број листа, који је изашао 17. новембра уредили су Јурица и Лола Рибар, а на припреми другог броја који је изашао 24. новембра помагао им је и Јован Марјановић. Редакција листа, налазила се у ужичком хотелу „Палас”, где се првобитно налазио и партизански атеље који је покренуо и водио ужички сликар Драгољуб Вуксановић. Њему су се потом прикључили и сликари Бора Барух, Пиво Караматијевић, Чедомир Јевтовић и Ђорђе Маринковић. Вуксановићу, који је такође био члан Агитпропа, помагао је од самог почетка формирања атељеа и Јурица Рибар. Чланови овог атељеа су радили графике, плакате борбеног и мобилизаторског карактера, ликове погинулих партизанских бораца и портрете истакнутих совјетских руководилаца. Поводом обележавања 24. годишњице Велике октобарске социјалистичке револуције, 7. новембра 1941. године у Ужицу је у малој дворани Соколског дома била отворена изложба слика и паноа, на којој су били изложени и радови Јурице Рибара, који нису сачувани.

### Борбени пут од Ужица до Колашина
У завршним борбама Прве непријатељске офанзиве, непосредно пред пад Ужица, Јурица је учествовао у евакуацији документације, која је потом закопавана на Златибору. Потом се почетком децембра 1941. године, са главнином партизанских снага и руководством партизанског покрета повукао у Санџак. Током боравка у Новој Вароши, обављао је дужност команданта места и радио на штампању вести. Учествовао је у прикупљању заосталих бораца, као и оних који су били болесни или рањени. Након тога је са главнином снага прешао у источну Босну, где је боравио на Романији и Јахорини. Крајем јануара 1942. године са Врховним штабом и ЦК КПЈ је дошао у ослобођену Фочу, која је тада постала центар ослобођене територије, познате као „Фочанска република”. Овде је боравио у хотелу „Герстл”, у истој соби са Маријаном Стилиновићем и Владимиром Дедијером, док је његов брат Лола Рибар био упућен на специјални задатак у окупирани Загреб. Јурица је скоро сваког дана обилазио околна места, где је држао предавања омладини с циљем њене мобилизације у партизанске омладинске чете, а упоредо је у Фочи радио у редакцији листа Народни борац, где је писао чланке и правио цртеже за лист.
По одлуци Централног комитета СКОЈ-а, био је привремено укључен у рад Покрајинског комитета СКОЈ-а за Босну и Херцеговину, а о раду у овом комитету је информисао брата Лолу Рибара, који је био секретар ЦК СКОЈ. Тада се активно радило на стварању Народноослободилачког савеза омладине Босне и Херцеговине, организације која би окупљала сву антифашистичку омладину. С тим у вези, Јурица је активно радио на стварању омладинских савеза који је био формиран у Фочи, Чајничу и околним селима, а биле су формиране и омладинске партизанске чете, од које је једна ступила у састав Трећег крагујевачког батаљона Прве пролетерске ударне бригаде. Скори почетак нове непријатељске офанзиве, омео је организовање Народноослободилачког савеза омладине БиХ, па је тај задатак остварен крајем године када је у Бихаћу одржан Антифашистички омладински конгрес. Након Лолиног повратка у Фочу, овде је крајем априла 1942. године била организована „Фочанска олимпијада”, односно спортска такмичења партизанских бораца у атлетици, одбојци, шаху, фудбалу и др. Највећу пажњу привукле су фудбалске утакмице, у којима је учествовао и Јурица, који се још од гимназијских дана бавио фудбалом. На Фочанској олимпијади је играо за репрезентацију Врховног штаба.
Након напуштања Фоче, Јурица је и даље боравио уз Врховни штаб, где се бавио омладинским питањима. Половином маја 1942. године, заједно са Милевом Лулом Планојевић, био је упућен у Црну Гору са задатком да обиђу омладинске организације и помогну им у раду. Пошто је тада била у току Трећа непријатељска офанзива, главнина црногорских партизанских снага се повукла из Црне Горе и од њих су јуна 1942. године формиране Четврта и Пета пролетерска ударна бригада. Још у току боравка у Фочи, Јурица је од Милована Ђиласа, који је руководио Агитпропом ЦК КПЈ, тражио да буде распоређен у јединицу, али су се услови за испуњење његове жеље стекли тек формирањем нових бригада, па је био укључен у Политодел (политичко одељење) Четврте пролетерске црногорске ударне бригаде. Командант ове бригаде био је Пеко Дапчевић, а политички комесар Митар Бакић. Одмах по формирању, бригада је заједно са осталим пролетерским бригадама, а под командом Врховног штаба НОП и ДВЈ, кренула у поход у Босанску крајину, у току кога је водила више борби око Горњег Вакуфа и Бугојна, учествовала у нападу на Купрес и Јајце, као и ослобођењу Мркоњић Града.
Доласком у Босанску крајину, поред политичког рада у бригади, посветио и свом некадашњем раду на омладинским питањима, па је активно учествовао у организацији Првог конгреса Антифашистичке омладине Југославије, одржаног децембра 1942. године у Бихаћу, на коме је створен Уједињени савез антифашистичке омладине Југославије (УСАОЈ). Непосредно пре тога, септембра 1942. године у ослобођеном Јајцу, Јурица се сусрео са својим оцем Иваном Рибаром, који је тих дана дошао у партизане. Крајем децембра 1942. и почетком јануара 1943. године Штаб и Политодел Четврте пролетерске бригаде су се налазили у, најпре Томиславграду, а потом у Босанском Грахову, где је Јурица активно радио на издавању бригадног листа За победу, за који је писао чланке и правио цртеже. У раду на издавању овог листа сарађивао је са Станом Томашевић и Веселином Маслешом, који су такође били чланови Политодела Четврте пролетерске бригаде.
Почетак Четврте непријатељске офанзиве, почетком 1943. године, Јурицу Рибара је затекао у селу Стипањићи, у Дувањском пољу, где је радио на припреми листа За победу. Овде је услед исцрпљености и јаке зиме, добио упалу плућа, након чега су се јавили први знакови тифуса. Тада је био упућен на краће лечење, а у бригаду се убрзо вратио и почетком марта 1943. године је учествовао у борбама на Вилића гувну, изнад Прозора. Након завршетка офанзиве, Четврта пролетерска бригада је у садејству са јединицама Треће ударне дивизије учествовала у борбама на разбијању четничких снага у Херцеговини, када су били ослобођени Невесиње, Гацко и Автовац, након чега је прешла у Црну Гору и водила борбе против италијанских и четничких снага, код Никшића, као и на сектору Морача-Колашин. У периоду између две непријатељске офанзиве, Јурица је са Станом Томашевић и Веселином Маслешом, активно радио на сакупљању чланака, цртица и репортажа о борбама бригаде, који би у будућности чинили окосницу зборника о борбама бригаде и њеним борцима. Такође, са Станом Томашевић је активно учествовао на организовању партијских и скојевских састанака у батаљонима и четама, а посебна пажња је посвећивана младим борцима. Како би политички рад био што интензивнији, он је при Политоделу организовао курсеве за батаљонске руководиоце СКОЈ-а, а није занемаривао ни културно-просветни рад у бригади, током кога су биле издаване радио вести са „Слободне Југославије”, како би борци били упознати са ратним дешавањима.
У току Пете непријатељске офанзиве, бригада је водила тешке борбе са јаким немачким снагама у којима је била потиснута ка реци Сутјесци, где је такође водила тешке борбе на Зеленгори, а посебно на превоју Љубин гроб. Са Зеленгоре, бригада се са главнином Главне оперативне групе пробила у источну Босну, где је у току јула и августа водила борбе против четничких и немачких снага. Потом је извршила марш према Црној Гори и крајем септембра била пребачена у рејон Колашина, који је ослободила 27. септембра 1943. године.

### Погибија у Колашину
Након вести о капитулацији Италије, септембра 1943. године Друга пролетерска дивизија, под командом Пекa Дапчевића, се по наредби Врховног штаба НОВ и ПОЈ из источне Босне пребацила у долину Дрине и одатле отпочела наступање ка Санџаку и Црној Гори. У саставу Друге пролетерске дивизије налазила се и Четврта пролетерска црногорска ударна бригада, која је избила у рејон Колашина и 26. септембра отпочела борбу за његово ослобођење од италијанских и четничких снага. Како је Колашин био једно од главних упоришта црногорских четника, они су га упорно бранили, уз подршку италијанске артиљерије и минобацача из Другог батаљона 83. пешадијског пука дивизије „Венеција”. Након тешких борби, партизани су успели да у јутарњим часовима 27. септембра 1943. потисну четнике и део италијанских снага ка Мaтешеву и заузму Колашин. Приликом ослобођења, део италијанских снага је остао опкољен на Башањем брду, па су са њима отпочели преговори о предаји. Са партизанске стране преговоре су водили Јурица Рибар и Нико Стругар, а са италијанске капетан Марио Рива. У току преговора, који су вођени на француском језику, Јурица је капетана Риву позвао на предају, како његови војници не би улудо гинули, јер је италијанска војска капитулирала. Рива је одбио предлог о предаји, тражећи да се његовим војницима, који су по његовим тврдњама били антифашисти, дозволи да у склопу партизанске војске наставе борбу против фашизма. Јурица и Нико Стругар нису имали ингеренције да ово одобре, па су морали консултовати Штаб Четврте пролетерске бригаде и Штаб Друге пролетерске дивизије, а након њихове сагласности борцима капетана Риве је омогућено да ступе у Народноослободилачку војску Југославије (НОВЈ).
Долазак јаких партизанских снага на подручје Црне Горе и заузимање Колашина, који је био незванична „престоница” црногорских четника, представљао је снажан ударац за четнике. Они су тада извршили мобилизацију свих својих снага са територије Васојевића, Мораче, Куча и Брскута и уз помоћ делова италијанског батаљона су 30. септембра отпочели са општим нападом на Колашин. У овим борбама дошло је и до међусобног сукоба између италијанских снага које су прешле на страну партизана и оних које су наставиле да се боре са четницима. Настојећи да по сваку цену заузму Колашин, јаке четничко-италијанске снаге, које су нападале из правца Матешева успеле су да партизане одбаце до самог града и да 1. октобра заузму веома битан положај на Шљивовици, као и положаје Кључ и Тивран. Штаб Друге пролетерске дивизије тада је у борбе за одбрану Колашина, упутио Другу далматинску бригаду, као и делове Друге пролетерске и Треће санџачке бригаде.
У току одбране Колашина, Јурица Рибар и његов друг Нико Стругар су се налазили у Штабу Првог батаљона, који је држао положаје у рововима код Барутане на Вилића брду. У току ноћи 2/3. октобра 1943. године, Први батаљон је извршио противнапад на непријатељске снаге, али пошто је био дочекан јаком артиљеријском и минобацачком ватром, морао се вратити на почетни положај. Након тога је уследио јак четнички јуриш, праћен подршком италијанске артиљерије. Једна минобацачка граната тада је експлодирала иза Јуричиних леђа и нанела му тешке ране по леђима и ногама, услед чега је изгубио доста крви. Партизанка Јасна Булатовић га је извукла са положаја, након чега су му болничарке указале прву помоћ и превиле ране. Након тога је пренет најпре у Колашин, а потом у оближње село Требаљево, где се у кући Стевана Ракочевића, професора Техничког факултета у Београду, налазила партизанска болница. Како је ова кућа била пуна рањеника, пренет је у кућу Јокана Ракочевића. Услед тешких рана на леђима, Јурица није могао лежати, јер му је то задавало страшне болове, па га је борац Стевo Добрковић наслонио на своје крило како би му олакшао последње тренутке. Преминуо је око 11 часова 3. октобра 1943. године.
Истог дана Јурица Рибар је био сахрањен на сеоском гробљу, заједно са учитељем Милом Лубардом (1917—1943) и студентом Миројем Жарићем (1917—1943), командантима батаљона и саборцима из Четврте црногорске бригаде, који су такође као тешки рањеници преминули у партизанској болници. Поред њих, у борбама за одбрану Колашина, које су вођене до 5. октобра, погинуло је око 30 бораца Четврте пролетерске црногорске бригаде, а за исказано залагање и успех у току борби за одбрану Колашина, Врховни командант НОВ и ПОЈ Јосип Броз Тито је 10. октобра свим борцима и руководиоцима Четврте пролетерске бригаде одао признање похвалом у којој се каже:
Изражавам своју захвалност и признање борцима, командирима и политичким комесарима 4. црногорске бригаде, који су и овог пута показали изванредну пожртвованост у жестоким и крвавим вишедневним борбама при ослобађању и одбрани града Колашина, гдје се непријатељ борио на живот и смрт. Заједно са нашим старим и прекаљеним борцима истакао се својом пожртвованошћу II батаљон 83 регименте талијанске дивизије „Венеција”, чијим су примјером пошли многи талијански војници, који се раме уз раме с нашом Народноослободилачком војском боре против фашизма.

## Браћа Рибар
Иако се још — кажу — не зна сигурно, ја знам и осјећам у тренутку када ти ово пишем, да нашег драгог, доброг Јурице више нема. Пао је, као и толики други, у борби за слободу домовине, тамо негдје око Колашина у тамним црногорским кршевима. Ријечи су сувишне, драги мој тата, ријечи не могу изразити сву тежину ударца који нас је задесио. Волио бих стотину пута и ради њега који је био бољи од мене, и ради свих нас, да сам ја пао на његову мјесту. Али, ето, догодило се другачије. Никада ова рана неће зацијелити. Ја сам само годину дана послије моје Слободе изгубио брата – два бића која сам толико волио, а која су тек била на прагу живота...

— део писма Лоле Рибара упућеног оцу др Ивану Рибару поводом Јуричине погибије, 
Вест о Јуричиној смрти брзо је стигла до Врховног штаба НОВ и ПОЈ и његовог брата Лоле Рибара, који су се тада налазили у Јајцу. Непосредно пре погибије, Јурица је од Врховног штаба добио позив да дође у Јајце, како би се поново посветио раду на ангажовању омладине у Народноослободилачки покрет. Његов одлазак из бригаде омео је четнички напад на Колашин, када су све снаге Четврте пролетерске црногорске бригаде биле ангажоване за одбрану града. Такође, у децембру 1942. године након Првог конгреса Антифашистичке омладине Југославије одржаног у Бихаћу, Лола Рибар га је позвао да се укључи у рад Централног комитета СКОЈ-а, с обзиром да је имао искуства у раду са омладином, али је Јурица то одбио не желећи да напусти своје другове из бригаде. Вест о Јуричиној погибији, веома је погодила његовог брата Лолу Рибара, који је ову вест скривао од њиховог оца др Ивана Рибара. Крајем новембра 1943. године када се припремао да као шеф прве војне мисије НОВЈ отпутује у Каиро у Штаб савезничке команде за Блиски исток, Лола је 24. новембра (три дана пре своје погибије) оцу написао писмо у коме му је саопштио да је Јурица погинуо. Како није имао снаге да оцу лично преда писмо, он је писмо дао Јосипу Брозу Титу са молбом да га он уручи Ивану Рибару, након његовог одласка. Приликом полетања авиона којим је требало да се са Гламочког поља пребаци у Бари, а одатле у Каиро, 27. новембра 1943. године, наишао је немачки авион који је извршио напад на авион у коме је погинуло неколико партизана, међу којима и Лола Рибар. Вест о његовој погибији, Тито је саопштио Ивану Рибару, у присуству Ивана Милутиновића, 30. новембра, одмах након завршетка Другог заседања АВНОЈ-а. Он је том приликом схватио да Рибар не зна за смрт свог млађег сина Јурице, па му је саопштио да је и он погинуо. Одмах потом, Тито је Штабу Другог ударног корпуса, чији је командант био Пеко Дапчевић, упутио писмо у коме је тражио да се побрину око посмртних остатака Јурице Рибара, како би после рата могли да буду сахрањени на другој локацији по жељи породице.
Вест о погибији Јурице и Лоле Рибара скривана је и од њихове мајке Тонице Рибар, која се након напуштања окупираног Београда заједно са ћерком Боженом скривала у сремским селима у околини Земуна. Овде су живеле илегално, Тоница под именом „тетка Вида”, а Божена под именом „Бранка”. Током боравка у Јакову, она је случајно слушајући радио „Слободна Југославија”, сазнала за Лолину смрт, док за смрт свог млађег сина није никада сазнала. Јула 1944. године фолксдојчери из Руме су извршили блокаду села Купиново и све мештане одвели у порту сеоске цркве, где су их испитивали. Један од потказивача из села, окупаторима је рекао да је Тоница важна активисткиња Народноослободилачког покрета (НОП). Очајна због сазнања о смрти свога сина, Тоница није желела да им открије свој прави идентитет, због чега је стрељана. Тек након убиства они су сазнали да је она супруга председника АВНОЈ-а, а њену ћерку Божену су одвели у логор.
Априла 1945. године, непосредно пред завршетак ратних операција, др Иван Рибар је посетио Црну Гору и том приликом обишао Подгорицу и Цетиње, као и село Требаљево, код Колашина, где је обишао гроб свог сина Јурице. Након што су марта 1948. године посмртни остаци Лоле Рибара пребачени из Јајца у Београд и заједно са посмртним остацима Ивана Милутиновића сахрањени у Гробници народних хероја на Калемегдану, Иван Рибар је одлучио да и посмртне остатке свог млађег сина пренесе у Београд. Ово је почетком новембра 1949. године реализовао пуковник Удбе Петар Војводић, који је организовао ексхумацију и пренос посмртних остатака Јурице Рибара, који су најпре пренети у Титоград, а потом у Београд. Сахрана је организована 12. новембра 1949. године на Новом гробљу, где је Јурица сахрањен заједно са својом мајком Тоницом (овде је 1977. године сахрањена и његова полусестра Божена Бадњевић). Од Јурице су се тада опростили његови ратни другови из Четврте пролетерске бригаде, чланови Удружења ликовних уметника Србије (УЛУС), представници Савеза бораца НОР, представници Народне омладине Србије и Југославије, као и представници других друштвених и културних организација. У име ратних другова од Јурице се опростио официр Југословенске армије Ацо Николић, бивши скојевски руководилац у Четвртој пролетерској бригади.
На четврту годишњицу почетка Другог светског рата у Југославији, 5. априла 1945. у Београду је одржана Комеморативна изложба уметника погинулих у Народноослободилачком рату (НОР), на којој су били изложени и сачувани радови Јурице Рибара. Његови радови су потом били излагани у Москви, на изложби уметности југословенских народа и народности 19. и 20. века. Године 1953. његови радови су поново изложени у Београду на комеморативној изложби у Галерији Удружења ликовних уметника Србије, а потом у Новом Саду, у Загребу, Скопљу и Бањој Луци. Поводом обележавања четрдесете годишњице Савеза комуниста Југославије (СКЈ), 1959. године, Народни музеј у Београду је одржао изложбу петорице сликара који су страдали у току Другог светског рата — Саве Шумановића, Боре Баруха, Душана Влајића, Богдана Шупута и Јурице Рибара. Маја 1965. године поводом двадесете годишњице ослобођења Загреба у Галерији ЛИКУМ је организована ретроспективна изложба слика Јурице Рибара, а исте године је организована и слична изложба у Осијеку. Његова дела су била излагана и поводом четрдесете годишњице погибије, 1983. године у Радничком универзитету „Моша Пијаде” у Загребу, у оквиру манифестације „Мошини дани”.
У време постојања Социјалистичке Федеративне Републике Југославије (СФРЈ), Јуричин брат Иво Лола Рибар је проглашен за народног хероја Југославије и као руководилац Савеза комунистичке омладине Југославије је истицан као предводник револуционарног и антифашистичког омладинског покрета. Његово име носиле су многе улице и тргови, основне школе, омладинска удружења, омладинске радне бригаде, извиђачки одреди и друге установе. У оквиру комеморисања Лоле Рибара, вршена је и комеморација његовог млађег брата Јурице, који је истицан као млади сликар и револуционар, па су и његово име носиле улице, омладинске организације и друге установе. Ипак најчешћи вид комеморације Лоле и Јурице Рибара био је кроз давање назива улицама и школама имена „Браћа Рибар”. Основна школа „Краљ Петар Први” у Београду, чији су ђаци некада били, носила је од 1952. до 1993. године име „Браћа Рибар”. Поред ове, школе које су носиле име Браћа Рибар постојале су између осталог у — Загребу (од 1960. до 1992, а данас ОШ „Хорвати”), Вировитици (од 1974. до 1992, а данас ОШ „Иване Брлић Мажуранић”) Осијеку (од 1964. до 1992, а данас ОШ „Фрање Крежме”) Тузли (од 1960. ОШ „Иво Лола Рибар”, а потом ОШ „Браћа Рибар” до 1993. године. Данас ОШ „Нови град”) и др. Данас име Браће Рибар носе основне школе у — Никшићу (од 1964. године); Сиску (од 1962. године); Затону, код Бијелог Поља; Доњој Борини, код Малог Зворника (од 1996. године); Поседарју, код Задра; и Табановцу, код Куманова. Такође, име Браће Рибар носе улице у насељу Чукарица у Београду, Великим Црљенима, Врчину, Лазаревцу, Параћину, Раљи и Подгорици, док име Јурице Рибара носе улице у Београду, Врању, Крагујевцу и Краљеву.